# Армия солдатской надбавки
Марш за солдатскую надбавку (англ. Bonus March), «Армия солдатской надбавки» (англ. Bonus Army) — демонстрация голодного марша ветеранов Первой мировой войны, собравшихся летом 1932 года во время Великой депрессии в столице США городе Вашингтоне с требованием досрочно выплатить деньгами их контрактные военные сертификаты. Марш был разогнан 28 июля 1932 года.

## История названия марша
Марш за солдатскую надбавку — демонстрация голодного марша, общей численностью около 43 000 участников, 17 000 ветеранов Первой мировой войны, их семей и сочувствующих, которые летом 1932 года собрались в Вашингтоне (округ Колумбия), для того, чтобы потребовать выплату своих ветеранских пособий (выплат контрактных сертификатов). Активисты демонстрации самоназывались «бонусной экспедиционной гвардией», в честь американских экспедиционных сил в Первой мировой войне, в то время как средства массовой информации прозвали их «бонусной армией» или «бонусами». Ветераны оказались без работы с началом Великой депрессии, многие из них столкнулись с угрозой голодной смерти. Закон от 1924 года давал им право на получение пенсионных ветеранских выплат (бонусов) по выданным им сертификатам по достижении старости (они не могли получать выплаты до 1945 года). Каждый сертификат, выданный квалифицированному ветеранскому солдату, имел номинальную стоимость, равную 1 проценту в день от обещанного вознаграждения солдата. Главным требованием Бонусной Армии была немедленная выплата по сертификатам наличными. Протестующих возглавлял Уолтер У. Уотерс, бывший сержант.

## Причины марша
Основной причиной марша был массовый голод, разразившийся по всей Америке в годы Великой депрессии.
Эвелин Уолш Маклин, свидетель тех событий и жена владельца газеты Вашингтон Пост, писала:
«…В июне 1932 года я увидела, как мимо нашего дома медленно проезжал пыльный грузовик, набитый небритыми, измождёнными людьми. Несколько человек сидели сзади, болтая ногами над опущенным задним бортом. На стороне грузовика было простое белое полотно, на котором была грубо начертана надпись BONUS ARMY. За ним потянулась вереница других грузовиков, и на тротуарах проспекта Массачусетса, где прогуливались большинство дипломатов и других модников Вашингтона, появились оборванные бродяги, носящие лохмотья старой военной формы. В руках у них были палки. Они выглядели недружелюбно, и я заметила, что они делают пешие прогулки по всем улицам города; позже я узнала, что они пришли со всех концов американского континента. Мне казалось, что эти люди, проходя мимо владельцев богатых домов, показывают нам своего рода вызов. Я горела со стыда, потому что я чувствовала, что эта толпа мужчин, женщин и детей никогда не должна была так себе позволять бродяжничать по континенту. Я ещё помнила те времена, когда те же самые люди были уважаемы, когда они шли по Пенсильванской авеню. Но пока я вспоминала эти парады военного времени, я читала в газетах, как эти ветераны голодают в Вашингтоне. В ту ночь я проснулась, не проспав и часу. Мне приходилось думать о тех бедных людях, которые шли в столицу. Затем я решила, что это должно быть частью воспитания моего сына Джока. Был час ночи, и Капитолий был прекрасно освещён. Тогда я желала, чтобы власть выключила свет и использовала сэкономленные деньги, чтобы накормить этих голодающих. Когда мы с Джоком проходили мимо этих людей, я была в ужасе, увидев прямое свидетельство голода на их лицах; Я слышала, как они пытались стрелять сигареты друг у друга. Некоторые лежали на тротуарах, неопрятные головы лежали на руках. Несколько оборванцев шатались вокруг. Я подошла к одному из них, человеку с глубоко провалившимися от голода глазами — „Вы сегодня ели?“ Он покачал головой…».

## Марш Бонусной Армии
Подразделения «бонусной армии» формировались по всей стране. Радиостанции и местные газеты рассказывали о растущем контингенте, направлявшемся в столицу страны. «Марш был спонтанным движением протеста, возникающим практически в каждом из сорока восьми штатов», — отмечал писатель Джон Дос Пассос, который служил в Первой мировой. Когда люди направились на восток, Отдел военной разведки армии США сообщил в Белый дом, что коммунистическая партия проникла в ряды ветеранов и была полна решимости свергнуть правительство США. Однако президент Гувер не воспринял это всерьёз; он назвал протест «временной болезнью».
21 мая железнодорожная полиция попыталась помешать людям Уотерса, которые высадились, когда их поезд, шедший с Сент-Луиса, добрался до места назначения, от посадки на восточные грузовые поезда, отправлявшиеся из реки Миссисипи к берегам Иллинойса. В ответ ветераны, которые пересекли реку на пешеходном мостике, разобрали машины и намылили рельсы, отказываясь пустить поезда. Губернатор Луис Л. Эммерсон призвал Национальную гвардию штата Иллинойс. В Вашингтоне заместитель начальника штаба армии генерал Джордж Ван Хорн Мозли, призвал отправить войска армии США, чтобы остановить бонусный марш, на том основании, что, блокируя грузовые вагоны, бунтовщики мешают работе почтовой службы США. Однако начальник штаба армии, выпускник Вест-Пойнта, Дуглас Макартур, который командовал 42-й дивизией в бою во время Первой мировой, наложил вето на этот план на том основании, что это политический, а не военный вопрос.
Конфронтация закончилась, когда ветеранам предоставили грузовики и перевезли за линию штата Индиана. Это определило шаблон для остальной тактики поведения чиновников: губернаторы штата Индиана, Огайо, Пенсильвания и Мэриленд, в свою очередь, отправляли ветеранов на грузовиках в следующий штат.
29 мая контингент штата Орегон, в который входил Уолтер Уотерс, прибыл в Вашингтон, округ Колумбия, присоединившись к нескольким сотням ветеранов, которые добрались туда первым. В дополнение к основному лагерю в Анакостии, в разных местах, расположенных в северо-восточном квадранте города, появилось ещё 26 небольших форпостов. Вскоре в лагерях собралось более 20 000 ветеранов. Уотерс, главнокомандующий Бонусной Армией, требовал военной дисциплины. Его заявленные правила гласили: «Никаких споров, ни спиртных напитков, ни радикальных разговоров».
Около 1100 жён и детей проживали в основном лагере, благодаря чему он насчитывал более 15 000 человек, крупнейший в стане Гувервилль. Ветераны назвали своё поселение CampMarks в честь присутствовавшего полицейского капитана SJ Marks, чей участок охватил Анакостию. Ветераны опубликовали собственную газету (BEF News), организовали библиотеку и парикмахерскую, поставили шоу водевиля, на которых пели острополитические песни, такие как «Мой бонус пролетел над океаном».
Почти ежедневно начальник полиции Вашингтона Глассфорд посещал лагерь на синем мотоцикле. Он организовал госпиталь из врачей-добровольцев и медицинских работников из местного резерва морской пехоты. Все ветераны, пишет Херст, обозреватель Флойд Гиббонс, «„упали на пятки“ (сидели на корточках). Все были худыми и измождёнными. Там были инвалиды без рук и хромые люди с тростями».
Между тем, в Управлении юстиции Дж. Эдгара Гувера, ФБР координировали усилия по установлению доказательств того, имела ли Бонусная Армия коммунистические корни.
Когда по всему городу поползли слухи о коммунистах и революционерах, Конгресс уже обсуждал судьбу выплат ветеранов. По состоянию на 13 июня законопроект о банкротстве наличных денег Патмана, санкционирующий выделение 2,4 млрд долл. США, наконец, вышел из состава комитета и отправился на голосование. 14 июня на голосование оказалось законодательство, в котором предусматривалось немедленный обмен бонусных сертификатов на наличные. Республиканцы, лояльные президенту Гуверу, который был настроен сбалансировать бюджет, выступали против этой меры.
14 июня представитель Эдвард Эслик (Д.-Теннесси) выступал в защиту законопроекта, но случилось непредвиденное — он внезапно упал и умер от сердечного приступа. Тысячи ветеранов Бонусной Армии, во главе с обладателями креста «Зв выдающиеся заслуги», прошли в похоронном кортеже Эслика. На следующий день, 15 июня, Палата представителей приняла бонусный законопроект 211—176.
Сенат должен был проголосовать 17-го числа. В течение этого дня перед Капитолием собралось более 8 000 ветеранов. Ещё 10 000 были находились за разводным мостом Анакостии, который заблокировала полиция, якобы из соображений безопасности. Дебаты продолжались до вечера. Наконец, около 9:30 вечера, помощники Сената вызвали Уотерса внутрь. Он снова появился через несколько минут, чтобы рассказать новости толпе: законопроект о выплате по сертификатам был сорван. Сенат сорвал его, а затем сбежал из города..
В последующие дни около 15 000 ветеранов отправились домой. Но марш не закончился. Более 20 000 человек остались и требовали своих выплат. Уотерс заявил, что он и другие намереваются «остаться здесь до 1945 года, если необходимо, чтобы получить свой бонус». Горячие июльские дни превратились в недели; Глассфорд и Уотерс обеспокоились ухудшением санитарных условий и сокращением поставок продовольствия в лагерях. Когда июнь сменился на июль, Уотерс появился у порога дома Эвелин Уолш Маклин. «Я в отчаянии», — сказал он. «Если эти люди будут голодать, я не могу сказать, что произойдёт в этом городе». Маклин немедленно позвонила вице-президенту Чарльзу Кёртису, который присутствовал на ужинах в её особняке. «Если что-то не будет сделано для [этих людей]», — сообщила она Кёртису, «у нас будет много неприятностей».

## Разгон марша и уничтожение лагеря ветеранов
Чиновники в Вашингтоне надеялись, что оставшиеся участники Бонусной Армии в конце концов так же разойдутся или отправятся домой. Однако большинству из них уже больше некуда было идти, и никаких средств для существования у них не было. Поэтому они оставались в своих лагерях и ждали, когда Конгресс вернётся, чтобы снова начать процесс по выплатам.

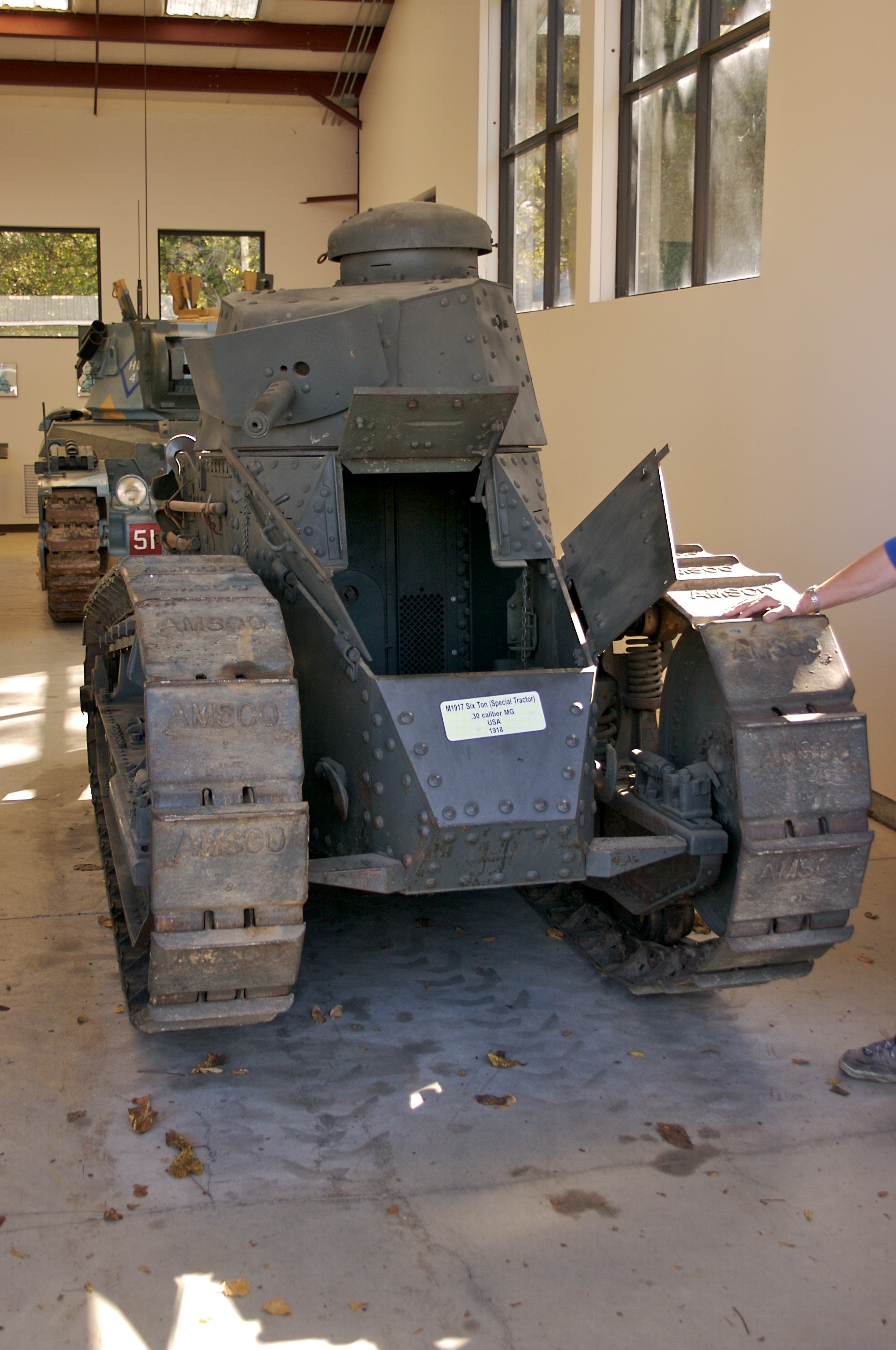
Модель американского танка M1917, принимавшего участие в подавлении голодного марша Бонусной Армии

Протестующие ветераны были разбросаны по всему городу, но среди них выделялись два больших лагеря: группа, осевшая в центре Вашингтона вокруг зданий, предназначенных для сноса к востоку от Капитолия на Пенсильванской авеню, и более крупный лагерь в лачугах за рекой Анакостия, к югу от 11-го уличного моста, которая сейчас является улицей Анакостия Парк.
Теперь, как никогда ранее, президент Гувер вместе с Дугласом Макартуром и военным секретарём Патриком Дж. Херли стали опасаться, что Бонусная Армия радикализуется, и возможно, вызовет восстания по всему Вашингтону и в других местах.
Гувер рассматривал лагерь Пенсильванской авеню как бельмо на глазу, ничем не отличающийся от трущоб эпохи Депрессии, которые его критики прозывали «Гувервиллем» («Hoovervilles»). У Гувера имелся предлог для официального выселения протестующих из центра города: заброшенные здания были якобы разрушены, чтобы освободить место для нового строительства в центре Вашингтона, а протестующие якобы намеренно этому мешали.
28 июля 1932 года полиция округа Колумбия попыталась мирно выселить ветеранов, осевших в нескольких зданиях вдоль проспекта Пенсильвании. В процессе эвакуации протестующих произошёл конфликт, ветераны ввязались в драку с полицией, в ход пошли кирпичи и палки. Двое протестующих были расстреляны на месте. После этого в бой вступила армия — начальник штаба генерал Дуглас Макартур использовал пехоту вооружённую штыками, кавалерию, танки, гранаты и слезоточивый газ, чтобы выбить бунтовщиков из центра города.
В 16:00 на Пенсильванской авеню с 15-й улицы выехало более 200 человек конной кавалерии с шашками наголо и направились к Капитолию. 6 танков M1917 катились позади кавалерии. Пехота в противогазах следовала за ними. После того, как в толпу полетели гранаты со слезоточивым газом, ветераны и случайные прохожие бросились в бегство к лагерю Анакостии.
В 9 часов вечера Макартур приказал своим людям двигаться на Анакостию. По словам Пола Диксона и Томаса Б. Аллена в книге «Бонусная армия: американская эпопея», Белый дом послал генерала Джорджа ван Хорна Мозли с письменным сообщением, в котором президент требовал не трогать лагерь в Анакостии. Но Макартур проигнорировал этот приказ, так как подчинялся директивам ФБР.
В 23 часа танки заблокировали доступ к мосту. Затем войска подняли подъездной мост 11-й улицы, после чего пехотинцы вошли в лагерь и пустили слезоточивый газ. По мере продвижения солдаты поджигали хижины и лачуги, используемые ветеранами как жилье. В результате разгорелся масштабный пожар. Свидетель тех событий Джо ди Йосеф работал фотографом в Вашингтоне. Он вспоминая, как они все горели, писал: — «Небо было красным… Вы могли видеть пламя по всему Вашингтону». Обозреватель Херста Бесс Фурман, наблюдая за сценой из соседней Хейнс-Пойнт, писал «пламя, настолько большое, что оно освещает все небо … оживший кошмар».
В полночь Макартур провёл пресс-конференцию, пока президент лежал в постели, и обвинил Бонусную Армию в подрывной деятельности. «Если бы президент не действовал сегодня, если бы он разрешил этому продолжаться ещё двадцать четыре часа, ему пришлось бы столкнуться с серьёзной ситуацией, которая вызвала бы настоящую битву», — сказал Макартур журналистам. «Если бы он отложил этот вопрос на неделю, я считаю, что институты нашего правительства подверглись бы серьёзной угрозе».

## Реакция СМИ
Влиятельная газета «The Washington Post» одобряла усилия Гувера по поддержанию порядка в столице. «Washington Herald» и «The New York Times» называли действия Бонусной Армии «насильственным нарушением закона и неповиновением государственным органам». «The Times» поддерживала Гувера при подавлении протеста, который по мнению газеты был «национальным позором и даже угрозой». «Associated Press» рассмотрела редакционные комментарии в ведущих СМИ США от 29 июля и нашла их «практически единодушными в выражении мнения о том, что президент Гувер был прав и руководствовался законом». Лишь в «Washington Daily News» позволили себе строчку о «жалком зрелище самого могущественного правительства в мире, преследующего невооружённых людей, женщин и детей при помощи армии с танками».

## Пострадавшие
Ранено — 55 человек, арестовано — 135 человек.

### Жертвы
- Уильям Хушка — ветеран, расстрелян полицией в начале конфликта.
- Эрик Карлсон — ветеран, расстрелян полицией в начале конфликта.
- Бернард Майерс — 12-недельный младенец, отравившийся слезоточивым газом в ходе атаки армии США.

По свидетельствам очевидцев, был ещё один неизвестный ребёнок, сгоревший во время пожара в городе.